# 野村ケーブルテレビ
野村ケーブルテレビ（のむらケーブルテレビ、愛称: かぼちゃ）は、愛媛県西予市野村地区にあった第三セクターが運営していたケーブルテレビ局である。

## 概要
愛媛県西予市野村地区では、あいテレビと愛媛朝日テレビのアナログテレビ中継局がなかったため、同地区内ではアンテナでの直接受信はできなかった。そのため、同社は近隣地区の中継局の電波を深山受信ポイントにて受信していた。
以前は電波が弱く、2000年（平成12年）ごろまでは、2局の映りは日によって波があり、視聴できない状態の日も度々あったが、周辺エリアでの中継局の増加により、2005年（平成17年）時点ではそのような状態はみられなくなっていた。しかし、受信ポイント付近で電気工事や災害等のケーブルのトラブルがあった際は、その2局が視聴できなかった。
同2局の開局以前は、テレビ山口、山口放送、テレビ大分、大分放送、大分朝日放送の再送信が行われていたが、同2局の開局前後で放送を随時終了し、2005年時点で既に再送信されていない。
なお、2005年時点で、ケーブルインターネットサービス、FMラジオ再送信は行われていない。
また、視聴可能エリアは野村地区の中心部に限られていた。
西予市全体でのケーブルテレビ構想のもと、2008年（平成20年）4月に、野村ケーブルテレビを買収した上で新たに西予CATVが設立され、西予市全体でのケーブルテレビサービスが実施されることとなり、さらには光ファイバーを使用した新サービスも開始された。西予CATV公式サイトでは「野村ケーブルテレビは2011年3月末をもって終了」と公表されていた。

## サービスエリア
- 愛媛県西予市（野村地区）

## 所在地
- 愛媛県西予市野村町野村12-617[3]

## 主な放送チャンネル

### テレビ局
| アナログ | デジタル | 放送局                            |
| -------- | -------- | --------------------------------- |
| 1        | 1        | NHK松山総合                       |
| 3        | 2        | NHK松山教育                       |
| 4        | 5        | 愛媛朝日テレビ                    |
| 5        | 6        | あいテレビ                        |
| 6        | 4        | 南海放送                          |
| 8        | 8        | テレビ愛媛                        |
| 9        |          | アニマックス                      |
| 10       |          | かぼちゃ ※深夜帯や休日はQVCを放送 |
| 11       |          | ホームドラマチャンネル            |
| 12       |          | ヒストリーチャンネル              |
| C14      |          | ファミリー劇場                    |
| C15      |          | スカイ・A sports+                 |
| C17      |          | NHKBS1                            |
| C18      |          | NHKBS2                            |
| C20      |          | ウェザーニューズ                  |
| C22      |          | 時代劇専門チャンネル              |
| C23      |          | BS日テレ                          |
| C24      |          | BS朝日                            |
| C25      |          | BS-TBS                            |
| C26      |          | BSジャパン                        |
| C27      |          | BSフジ                            |
| C29      |          | スター・チャンネルCS              |
| C30      |          | ムービープラス                    |
| C31      |          | GAORA                             |
| C34      |          | スーパー!ドラマTV                 |

- 10chにて野村地区内のニュースのみではなく、西予市内全域のニュースや市議会の模様も放送されている。
- NCBニュース終了後、西予警察署からのお知らせやほわいとファーム通信、NCBからのお知らせ等が文字放送で流されている。